# Stade de Penvillers
Das Stade de Penvillers ist ein Fußballstadion mit Leichtathletikanlage in der französische Stadt Quimper im Département Finistère, Region Bretagne. Es ist die Heimspielstätte des Fußballvereins Quimper Kerfeunteun FC. Die Anlage bietet 7758 Zuschauern Platz. Zum einen gibt es die große, überdachte Haupttribüne. auf der anderen Seite liegt die Gegentribüne mit einem kleinen Dach. Umlaufend um die Laufbahn sind Steinstufen als Stehplätze angelegt.